# 電離層延遲
电磁波在穿透大气时，因带电粒子的影响而产生的时间延迟被称为电离层延迟（英語：Ionospheric delay）。电离层延迟主要产生于距地表50－1000 km的电离层内，带电粒子对电磁波的折射、衍射与散射等效应改变了电磁波的传播速度与传播方向，在依赖于电磁波的距离观测中引入了系统误差，对卫星多普勒测量、GNSS、VLBI等空间大地测量技术产生了不可忽略的影响。
电离层延迟主要影响频率较低的无线电波信号，对工作于X波段的VLBI与工作于L波段的GNSS导航信号，其量级分别可达米级与十米级。由于太阳活动与中性大气的电离程度有着密切联系，在昼间与太阳活动更为频繁的时段，电离层延迟的影响亦会更加严重。除了规律性的周日变化、季节变化，以及依纬度而改变的地理变化外，电离层延迟还受到电离层时空特征的不规则性，以及电离层暴、电离层扰动等突变现象的影响，造成导航信号的衰落和畸变等。
在GPS及各GNSS系统建成后，受益于分布在全球各地的地面监测站，GNSS成为了电离层延迟研究中应用最广的技术手段。一方面，电离层延迟是GNSS测量中最主要、最复杂的误差来源之一；另一方面，通过双频GNSS测量能够以较高的精度反演大气中的总电子含量，建立电离层模型，为其他空间大地测量技术提供电离层延迟的修正方法，同时对电离层活动进行大范围、长期、连续的监测，研究电离层的空间结构与变化特征等。

## 数学描述
由于电离层的色散效应，当GNSS信号穿越电离层时，调制在载波上的测距码信号的传播速度与载波的相位传播速度发生分离，两者分别被称为群速度与相速度。在接收机分别使用载波相位与测距码获取距离观测值时，电离层延迟即分别表现为相位超前和距离延迟。仅考虑电离层折射对观测值的影响，具体的相位超前值 {\displaystyle I_{\text{p}}} 与距离延迟值 {\displaystyle I_{\text{g}}} ，由信号传播路径 {\displaystyle l} 上相折射指数 {\displaystyle n_{\text{p}}} 和群折射指数 {\displaystyle n_{\text{g}}} 决定：
{\displaystyle I_{\text{p}}=\int \left(n_{\text{p}}-1\right)\operatorname {d} \!l}
{\displaystyle I_{\text{g}}=\int \left(n_{\text{g}}-1\right)\operatorname {d} \!l}

### 电离层折射指数

#### 相折射指数
对于L波段上的导航信号，电离层的首要成因是信号在穿越电离层介质产生的折射效应。根据等离子体介质的性质，以及GNSS信号右旋极化模式的特性，可以使用阿普尔顿-哈特里方程推导出电离层的相折射指数，其简化后的级数表达式为
{\displaystyle n_{\text{p}}=1-{\frac {1}{2}}X-{\frac {1}{2}}XY\cos \theta -{\frac {1}{8}}X^{2}}
式中各项的含义如下：
- {\displaystyle X={\frac {f_{\text{p}}^{2}}{f^{2}}}={\frac {Ne^{2}}{4\pi ^{2}{\varepsilon _{0}}m}}}，{\displaystyle f_{\text{p}}} 为等离子体频率，是电子密度为 {\displaystyle N} 的等离子体发生简谐振荡的振荡频率；
- {\displaystyle Y={\frac {f_{\text{g}}}{f}}={\frac {eB}{2{\pi }m_{\text{e}}}}}，{\displaystyle f_{\text{g}}} 为电子磁旋频率[23]，是电子在场强为 {\displaystyle B} 的地磁场下发生磁旋的频率；
- {\displaystyle f} 为GNSS信号的工作频率，{\displaystyle e} 为基本电荷,  {\displaystyle \varepsilon _{0}} 为真空介电常数，{\displaystyle m_{\text{e}}} 为电子质量， {\displaystyle \theta } 为电磁波法线与磁场方向的夹角。

将级数表达式中的各项表达成频率 {\displaystyle f} 的系数，并沿路径 {\displaystyle l} 进行积分，得
{\displaystyle I_{\text{p}}=I_{1{\text{p}}}+I_{2{\text{p}}}+I_{3{\text{p}}}}
式中，
- {\displaystyle I_{1{\text{p}}}=-{\frac {e^{2}\int {Ne}\operatorname {d} \!l}{8\pi ^{2}{\varepsilon _{0}}m_{\text{e}}}}\cdot {\frac {1}{f^{2}}}\approx -{\frac {40.309\int {Ne}\operatorname {d} \!l}{f^{2}}}}
- {\displaystyle I_{2{\text{p}}}=-{\frac {e^{2}\int {(Ne)B\cos \theta }\operatorname {d} \!l}{16\pi ^{3}{\varepsilon _{0}}m_{\text{e}}^{2}}}\cdot {\frac {1}{f^{3}}}\approx -{\frac {1.1283\cdot 10^{12}\int {(Ne)B\cos \theta }\operatorname {d} \!l}{f^{3}}}}
- {\displaystyle I_{3{\text{p}}}=-{\frac {e^{2}\int {(Ne)^{2}}\operatorname {d} \!l}{128\pi ^{4}{\varepsilon _{0}}^{2}m_{\text{e}}^{2}}}\cdot {\frac {1}{f^{4}}}\approx -{\frac {812.47\int {(Ne)^{2}}\operatorname {d} \!l}{f^{4}}}}

分别被称为电离层延迟的一阶项、二阶项与三阶项。随着阶数的升高，各阶电离层延迟的绝对值逐渐减小，其中一阶电离层占总电离层延迟的影响通常在99%以上。对于GPS播发的L1导航信号（频率为1575.42 MHz），前三阶电离层的影响一般可达到十米级、厘米级与微米级。即便是在太阳活动的峰值期，低高度角处的二阶电离层延迟通常也不会超过12 cm，三阶电离层的影响则通常不会超过6 mm。因此，在一般应用中通常只考虑电离层一阶项的影响；但在精密定位、精密定轨等高精度应用中，则需要考虑电离层二阶与三阶项的影响。

#### 群折射指数
对于使用测距码的伪距测量模式，其受到的电离层延迟由群折射指数决定，其中群折射指数 {\displaystyle n_{\text{g}}} 与 相折射指数 {\displaystyle n_{\text{p}}} 的关系为
{\displaystyle n_{\text{g}}=n_{\text{p}}+f{\frac {\operatorname {d} \!n_{\text{p}}}{\operatorname {d} \!f}}}
因此有
{\displaystyle I_{\text{g}}=I_{1{\text{g}}}+I_{2{\text{g}}}+I_{3{\text{g}}}}
式中，
- {\displaystyle I_{1{\text{g}}}=-I_{1{\text{p}}}\approx {\frac {40.309\int {Ne}\operatorname {d} \!l}{f^{2}}}}
- {\displaystyle I_{2{\text{p}}}=-2I_{2{\text{p}}}\approx {\frac {2.2566\cdot 10^{12}\int {(Ne)B\cos \theta }\operatorname {d} \!l}{f^{3}}}}
- {\displaystyle I_{3{\text{p}}}=-3I_{3{\text{p}}}\approx -{\frac {2437.4\int {(Ne)^{2}}\operatorname {d} \!l}{f^{4}}}}

在相同的大气环境下，二阶电离层延迟对伪距测量的影响是相位测量的两倍，三阶电离层延迟对伪距测量的影响是相位测量的三倍。然而，对于主要的一阶电离层延迟，伪距测量和相位测量受到的影响大小相等且符号相反。依据这一原理，可以组成半和改正观测值，以抵消电离层延迟一阶项的影响。

### 单层电离层模型
由电离层延迟的计算公式，可见决定电离层大小的关键因素是信号传播路径上的电子密度 {\displaystyle Ne} 的分布情况。按电离层内电子密度分布的描述方式，可将电离层模型分为二维模型和三维模型。其中二维模型将垂直方向上的电子集中于某一高度确定的薄层上，因此又称单层电离层模型（英語：Single-Layer Model，缩写：SLM）。相较于三维模型，二维单层模型的数学结构更为简单，较有利于描述电离层总电子含量的分布特征。当前GPS与北斗卫星导航系统使用的广播电离层模型即为基于电离层薄层假设建立的单层电离层模型。

#### 总电子含量
仅依靠GNSS测量，虽通常无法获得信号传播路径上电子密度的分布信息，但能较好地测定整个传播路径上电子密度的总和，这一概念被定义为总电子含量（英語：Total Electron Content，缩写：TEC）。其中，斜路径上的总电子含量（英語：Slant TEC，缩写：STEC）为沿信号传播路径上电子密度的积分：
{\displaystyle {\text{STEC}}=\int {Ne}\operatorname {d} \!l}
而天顶方向上的总电子含量（英語：Vertical TEC，缩写：VTEC）为沿天顶方向上电子密度的积分：
{\displaystyle {\text{VTEC}}=\int {Ne}\operatorname {d} \!h}
总电子含量的单位一般为 TECU， 1 TECU相当于 1016 电子每平方米。
此时，一阶电离层延迟可写作 STEC 的函数：
{\displaystyle I_{1{\text{p}}}\approx -{\frac {40.309\,{\text{STEC}}}{f^{2}}},\quad I_{1{\text{g}}}\approx {\frac {40.309\,{\text{STEC}}}{f^{2}}}}

#### 电离层薄层假设
根据地面测站计算的 VTEC，可将电离层简化为一个集中了垂直方向上所有自由电子的单层薄层上，薄层的高度通常被固定为自由电子含量最高的350－450 km处。在该模型下，用户计算电离层延迟所需的 STEC 与由监测或插值、预报等方式得到的 VTEC 通过投影函数进行转换：
{\displaystyle M(Z)={\frac {\text{STEC}}{\text{VTEC}}}={\frac {1}{\cos \zeta }}={\left[1-{\left({\frac {R_{\text{E}}\sin {Z}}{R_{\text{E}}+H_{\text{ion}}}}\right)}^{2}\right]}^{-1/2}}
式中，投影函数 {\displaystyle M} 是卫星相对于测站的天顶距 {\displaystyle Z} 的函数，而 {\displaystyle \zeta } 是卫星相对于电离层穿刺点的天顶距。电离层穿刺点（英語：Ionosphere Pierce Point，缩写：IPP）是卫星与测站的连线和薄层的交点。上述的投影函数直接由测站、卫星与穿刺点的几何关系导出，{\displaystyle R_{\text{E}}} 为地球平均半径，{\displaystyle H_{\text{ion}}} 为薄层高度。
在单层电离层模型中，受电离层平衡状态及电离层水平梯度的影响，投影函数引入的测距误差可达10 m，当卫星处于低高度角时还可再放大2－3倍。

## 组合观测模型
由于电离层具有色散特性，其产生的电离层延迟大小与电磁波频率相关。当用户能够获取多个频段上的伪距和载波观测值时，可以利用各阶电离层延迟与频率之间的数学特性，组成电离层延迟组合、电离层残差组合、无电离层组合、码相组合等具有特殊性质的组合观测模型，用以探测电离层TEC或是消除低阶电离层延迟的影响。

### 电离层延迟组合观测
根据电离层一阶项的特性，双频电离层延迟伪距组合观测值 {\displaystyle p_{\text{r,IC}}^{\text{s}}} 与双频电离层延迟载波组合观测值 {\displaystyle \varphi _{\text{r,IC}}^{\text{s}}} 的形式分别为
{\displaystyle {\begin{array}{ll}p_{\text{r,IC}}^{\text{s}}&=-{\frac {f_{\text{B}}^{2}}{f_{\text{A}}^{2}-f_{\text{B}}^{2}}}\left(p_{\text{r,A}}^{\text{s}}-p_{\text{r,B}}^{\text{s}}\right)\\&=I_{\text{r,A}}^{\text{s}}+{\frac {f_{\text{B}}^{2}}{f_{\text{A}}^{2}-f_{\text{B}}^{2}}}B_{\text{r,AB}}^{\text{s}}-{\frac {f_{\text{B}}^{2}}{f_{\text{A}}^{2}-f_{\text{B}}^{2}}}\left[\zeta _{\text{r,A}}^{\text{s}}(t)-\zeta _{\text{r,B}}^{\text{s}}(t)\right]-{\frac {f_{\text{B}}^{2}}{f_{\text{A}}^{2}-f_{\text{B}}^{2}}}\left[e_{\text{r,A}}^{\text{s}}(t)-e_{\text{r,B}}^{\text{s}}(t)\right]\\\end{array}}}{\displaystyle {\begin{array}{ll}\varphi _{\text{r,IC}}^{\text{s}}&={\frac {f_{\text{B}}^{2}}{f_{\text{A}}^{2}-f_{\text{B}}^{2}}}\left(\varphi _{\text{r,A}}^{\text{s}}-\varphi _{\text{r,B}}^{\text{s}}\right)\\&=I_{\text{r,A}}^{\text{s}}+{\frac {f_{\text{B}}^{2}}{f_{\text{A}}^{2}-f_{\text{B}}^{2}}}b_{\text{r,AB}}^{\text{s}}+{\frac {f_{\text{B}}^{2}}{f_{\text{A}}^{2}-f_{\text{B}}^{2}}}\left(\lambda _{\text{A}}N_{\text{r,A}}^{\text{s}}-\lambda _{\text{B}}N_{\text{r,B}}^{\text{s}}\right)+{\frac {f_{\text{B}}^{2}}{f_{\text{A}}^{2}-f_{\text{B}}^{2}}}\left[\zeta _{\text{r,A}}^{\text{s}}(t)-\zeta _{\text{r,B}}^{\text{s}}(t)\right]+{\frac {f_{\text{B}}^{2}}{f_{\text{A}}^{2}-f_{\text{B}}^{2}}}\left(\lambda _{\text{A}}-\lambda _{\text{B}}\right)\omega _{\text{r}}^{\text{s}}(t)+{\frac {f_{\text{B}}^{2}}{f_{\text{A}}^{2}-f_{\text{B}}^{2}}}\left[\epsilon _{\text{r,A}}^{\text{s}}(t)-\epsilon _{\text{r,B}}^{\text{s}}(t)\right]\\\end{array}}}
式中，{\displaystyle f_{\text{A}}}、{\displaystyle f_{\text{B}}} 是导航信号A与导航信号B的载波频率，{\displaystyle \lambda _{\text{A}}}、{\displaystyle \lambda _{\text{B}}} 为相应的载波波长；上标 {\displaystyle {\text{s}}} 标示卫星序号、下标 {\displaystyle {\text{r}}} 标示接收机序号、变量 {\displaystyle t} 标示历元序号，被上述序号标示的项会随相应序号的变化而有所区别；{\displaystyle p_{\text{r,A}}^{\text{s}}}、{\displaystyle p_{\text{r,B}}^{\text{s}}}是两个导航信号上的伪距原始观测值；{\displaystyle \varphi _{\text{r,A}}^{\text{s}}}、{\displaystyle \varphi _{\text{r,B}}^{\text{s}}}是两个导航信号上的载波相位原始观测值，{\displaystyle N_{\text{r,A}}^{\text{s}}}、{\displaystyle N_{\text{r,B}}^{\text{s}}} 为相应相位观测值的整周模糊度；{\displaystyle I_{\text{r,A}}^{\text{s}}} 则为附加在导航信号A上的一阶电离层延迟；其他各项为附加在观测值上的其他误差：
- {\displaystyle B_{\text{r,AB}}^{\text{s}}} 为导航信号A与导航信号B的差分码偏差，{\displaystyle b_{\text{r,AB}}^{\text{s}}} 为导航信号A与导航信号B的差分相位偏差；
- {\displaystyle \zeta _{\text{r,A}}^{\text{s}}(t)}、{\displaystyle \zeta _{\text{r,B}}^{\text{s}}(t)} 分别为导航信号A与导航信号B的天线相位中心偏差；
- {\displaystyle \omega _{\text{r}}^{\text{s}}(t)} 为天线相位缠绕在载波相位测量中引入的系统误差；
- {\displaystyle e_{\text{r,A}}^{\text{s}}(t)}、{\displaystyle e_{\text{r,B}}^{\text{s}}(t)} 为包含了多路径效应的伪距测量噪声， {\displaystyle \epsilon _{\text{r,A}}^{\text{s}}(t)}、{\displaystyle \epsilon _{\text{r,B}}^{\text{s}}(t)} 为包含了多路径效应的载波相位测量噪声。

由于 {\displaystyle p_{\text{r,IC}}^{\text{s}}}与 {\displaystyle \varphi _{\text{r,IC}}^{\text{s}}} 中消除了与卫星和接收机间的几何距离相关的项，因此此类电离层延迟组合也被称作无几何组合（英語：Geometry-free combination）。电离层延迟组合观测量主要反映一阶电离层延迟与硬件偏差的综合影响，并保持了较小的测量噪声，常用于探测周跳、反演TEC以及监测电离层状态等。